# Joseph Ladipo
Joseph Ladipo (Ibadán, 10 de julio de 1941 - ibídem, 9 de mayo de 2013) fue un entrenador y jugador de fútbol profesional nigeriano que jugaba en la demarcación de centrocampista.

## Biografía
Joseph Ladipo debutó como jugador de fútbol profesional a los 20 años con el Shooting Stars FC, equipo en el que permaneció toda su carrera deportiva hasta 1973, año en el que se retiró, habiendo conseguido una copa de Nigeria en 1971. Tras su retiro se convirtió en segundo entrenador del club en el que jugó. Tras cuatro años pasó a ser el primer entrenador. Entrenó durante diez años al club, con el que consiguió una liga Premier de Nigeria, dos copa de Nigeria y una Copa CAF. Posteriormente fue fichado por el Leventis United, ganando durante sus seis años de mandato una liga Premier de Nigeria, dos copa de Nigeria y una supercopa de Nigeria. Tras acabar su andadura por el club volvió al Shooting Stars FC, al que volvió durante dos años. También entrenó a la selección femenina de fútbol de Nigeria, selección de la que era el director técnico hasta su fallecimiento. Con la selección ganó la medalla de bronce en el campeonato africano de 2008 y fue el entrenador con mayor edad en los Juegos Olímpicos de 2008. También obtuvo el cargo de presidente del Shooting Stars FC durante el mes de junio de 2010.
Falleció el 9 de mayo de 2013 en su casa de Ibadán a los 71 años de edad.

## Clubes

### Como jugador
| Club              | País    | Año         |
| ----------------- | ------- | ----------- |
| Shooting Stars FC | Nigeria | 1961 - 1973 |

### Como entrenador
| Club                                    | País    | Año         |
| --------------------------------------- | ------- | ----------- |
| Shooting Stars FC                       | Nigeria | 1977 - 1982 |
| Leventis United                         | Nigeria | 1982 - 1988 |
| Shooting Stars FC                       | Nigeria | 1990 - 1992 |
| Selección femenina de fútbol de Nigeria | Nigeria | 2008        |